# Le Cochon qui rêvasse
Le Cochon qui rêvasse (The Dream Merchant) est un roman policier de l’écrivain australien Carter Brown publié en 1976 aux États-Unis, puis en Australie en 1977.
Le roman est traduit en français en 1978 dans la collection Carré noir. La traduction, prétendument "de l'américain", est signée Noëlle Grison. C'est une des nombreuses aventures du lieutenant Al Wheeler, bras droit du shérif Lavers dans la ville californienne fictive de Pine City ; la quarante-quatrième traduite aux Éditions Gallimard. Le héros est aussi le narrateur.

## Résumé
En ouvrant sa penderie après une journée de travail, Julie Trent y découvre son patron - et amant - Nathan Lloyd, tué d'une balle dans le front, avec un message épinglé : "Tu es la prochaine, salope !". Alison Lloyd, l'épouse trompée, est une suspecte évidente, mais Al Wheeler trouve cela trop facile. D'ailleurs la dame est en train de s'ébattre joyeusement avec l'associé de son mari, George Cotlow, lorsque le lieutenant vient lui annoncer le décès. Une autre piste est professionnelle : enquêteur privé, Nathan Lloyd avait relayé son employé Petrie dans la filature d'un nommé Stevenson, au comportement étrange et à la profession mal définie. "Un marchand de rêves", selon certains. Mais Julie Trent est bel et bien assassinée à son tour, de la même façon que Lloyd, après avoir été violentée. Wheeler peut battre sa coulpe... Il met à jour les trafics de Stevenson, alors que Petrie, l'employé de l'agence, l'oriente vers son patron George Cotlow.

## Personnages
- Al Wheeler, lieutenant enquêteur au bureau du shérif de Pine City.
- Le shérif Lavers.
- Annabelle Jackson, secrétaire du shérif.
- Doc Murphy, médecin légiste.
- Ed Sanger, technicien du laboratoire criminel.
- Julie Trent, secrétaire et maîtresse de la victime Natahn Lloyd.
- Alison Lloyd, épouse de la victime.
- George Cotlow, associé de Nathan Lloyd dans une agence d'enquêtes privées.
- Lynn Andrews, secrétaire de George Cotlow.
- Bill Petrie, enquêteur de l'agence.
- Trixie Hall, voisine des Lloyd.
- Mary Stevenson, cliente de l'agence.
- Clyde Stevenson, son mari.
- Mme Mayhew, cliente de Stevenson.
- Jenny et Delilah, prostituées.
- McLean, contremaître d'un chantier.
- Pete, un des ouvriers du chantier.

## Édition
- Carré noir no 277, 1978,  (ISBN 2070432777).